# نيكولاس ميليسي
نيكولاس ميليسي فان لوميل (بالإسبانية: Nicolás Milesi Van Lommel)، مواليد 10 نوفمبر 1992) لاعب كرة قدم أوروغواياني. في مركز المحور.
انضم للنادي الهلال

## مسيرته الكروية

### الهلال
في 5 أغسطس 2016، وقع ميليسي عقداً مع نادي الهلال السعودي، وفاز معهم بدوري المحترفين السعودي مرتين وكأس خادم الحرمين الشريفين مرة واحدة في موسمين لعبها معهم.

### الظفرة
وقع مع نادي الظفرة في عام 2018 بعد انتهاء عقده مع الهلال .

### الوحدة
أعاره الظفرة إلى نادي الوحدة في عام 2019 لمدة موسم .
لعب لاحقاً في الأهلي السعودي و نادي أحد.

## الإحصائيات
آخر تحديث 12 أبريل 2018.
| النادي   | الموسم   | الدوري | الدوري  | كأس ولي العهد | كأس ولي العهد | كأس الملك | كأس الملك | كأس السوبر | كأس السوبر | آسيا   | آسيا    | المجموع | المجموع |
| النادي   | الموسم   | الظهور | الأهداف | الظهور        | الأهداف       | الظهور    | الأهداف   | الظهور     | الأهداف    | الظهور | الأهداف | الظهور  | الأهداف |
| -------- | -------- | ------ | ------- | ------------- | ------------- | --------- | --------- | ---------- | ---------- | ------ | ------- | ------- | ------- |
| الهلال   |          |        |         |               |               |           |           |            |            |        |         |         |         |
| 2016–17  | 18       | 1      | 1       | 0             | 3             | 1         | 0         | 0          | 8          | 2      | 30      | 4       |         |
| 2017–18  | 18       | 2      | 0       | 0             | 2             | 0         | 0         | 0          | 9          | 0      | 29      | 2       |         |
| الإجمالي | الإجمالي | 36     | 4       | 1             | 0             | 5         | 1         | 0          | 0          | 17     | 2       | 59      | 6       |

## الإنجازات
الهلال
- دوري المحترفين السعودي (2): 2016–17،[2] 2017–18[3]
- كأس خادم الحرمين الشريفين (1): 2017[4]

## وصلات خارجية
- الملف الشخصي مع أتلتيكو باراناينسي (بالبرتغالية)
- نيكولاس ميليسي على موقع قاعدة بيانات كرة القدم.إي يو (الإنجليزية)
- نيكولاس ميليسي على موقع Soccerway.com (الإنجليزية)
- نيكولاس ميليسي على موقع AS.com (الإسبانية)